# Кронберг, Симон
Симон Кронберг (нем. Simon Kronberg, 26 июня 1891, Вена, Австро-Венгрия — 1 ноября 1947, Хайфа, Подмандатная Палестина) — австрийский и еврейский писатель.

## Биография
Симон Кронберг происходил из еврейской семьи иммигрировавших из Галиции. Родился и рос в Вене. После посещения начальной школы и реального училища он начал слушать лекции на философском факультете Венского университета в 1912 году в качестве кандидата в преподаватели средней школы.
Он бросил эту учёбу в 1913 году и вместо этого поступил в Институт музыки и ритма, возглавляемое Эмилем Жаком-Далькрозом, в Хеллерау, недалеко от Дрездена. В 1914 году Кронберг, которого ещё в 1912 году объявили непригодным для военной службы из-за общей слабости и повреждения лёгких, перешёл в Колледж сценического искусства Дюссельдорфского драматического театра. С декабря 1914 года прошёл обучение на преподавателя фонетики. В 1915 году он работал учителем фонетики и художественной гимнастики в школах Бонна. Затем Кронберг отправился в Берлин, где он был сотрудником магистрата с 1917 по 1920 год. Одновременно с этим, он начал публиковать свои литературные произведения, в том числе в довольно известном политическом журнале «Die Aktion». В 1921 году в издательстве Густава Кипенхойера вышел прозаический том «Чамлам», единственное самостоятельное книжное издание Кронберга при его жизни.
В начале 1920-х годов Кронберг входил в круг Вольфа Пшигода и его журнала «Поэзия» где была опубликована его драма «Шимен в тишине». Помимо различных видов деятельности (в том числе работы в офисе по оплате труда обувной фабрики и в качестве страхового директора), он брал уроки пения и посещал Берлинский музыкальный колледж в качестве студента хора с 1926 года. Будучи активным участником сионистского движения, особенно Союза молодых еврейских мигрантов. Начиная с 1921 года, Кронберг проходил подготовительные курсы для переселения в Палестину. После прихода национал-социалистов к власти в Германии в 1933 году, Кронберг в качестве молодёжного лидера эмигрировал в Подмандатную Палестину в 1934 году через Триест на борту парохода «Иерусалим» с группой молодёжи, состоящей из членов Федерации Хабонима Норы Чалузи.
Кронберг сначала был сапожником в кибуце Гиват Хаджим, помимо этого он занимался хоровой работой со взрослыми и продолжал писать литературные тексты. В 1937 году переехал в Хайфу. Жил, как свободный художник, был организатором хоровых певческих мероприятий, а также общественных вечеринок на немецком языке и иврите для недавно иммигрировавших немецкоязычных евреев.
Симон Кронберг был автором «Werke» обширного литературного произведения, под сильным влиянием сионизма, состоящего из повествовательных произведений, стихов и пьес; по большей части оно было впервые опубликовано общим изданием в 1993 году.
Драматическое произведение Кронберга, по большому счёту, до сих пор оставалось не сыгранным. Некоторые свои пьесы он сам изучал с членами своего кибуца, например, в 1936 году хоровую пьесу «Вена 1936». С 1941 года по 1945 год работал над такими произведениями, как, драмы «Ниттель-Слепая ночь» и «Смерть в порту», а также комедиями «Мама» и «Гуси».
Скончался от инсульта 1 ноября 1947 года.
Премьера драмы Кронберга «Ниттель - Слепая ночь» состоялась в декабре 2019 года в Венском театре «TheaterArche».

## Личная жизнь
Кронберг был трижды женат — от первого брака с Гертой Кронберг имел сына Петера.